# Sundhouse
Sundhouse is een gemeente in het Franse departement Bas-Rhin in de regio Grand Est. De gemeente telde 1.810 inwoners op 1 januari 2022.

## Geschiedenis
De gemeente maakte voor 2015 deel uit van het arrondissement Sélestat en kanton Marckolsheim. Op 1 januari van dat jaar fuseerde het arrondissement met het arrondissement Erstein tot het arrondissement Sélestat-Erstein. Toen het kanton op 22 maart 2015 werd opgeheven werd Sundhouse opgenomen in het kanton Sélestat.

## Geografie
De oppervlakte van Sundhouse bedraagt 15,69 vierkante kilometer; Op 1 januari 2022 was de bevolkingsdichtheid 115,4 inwoners per km².

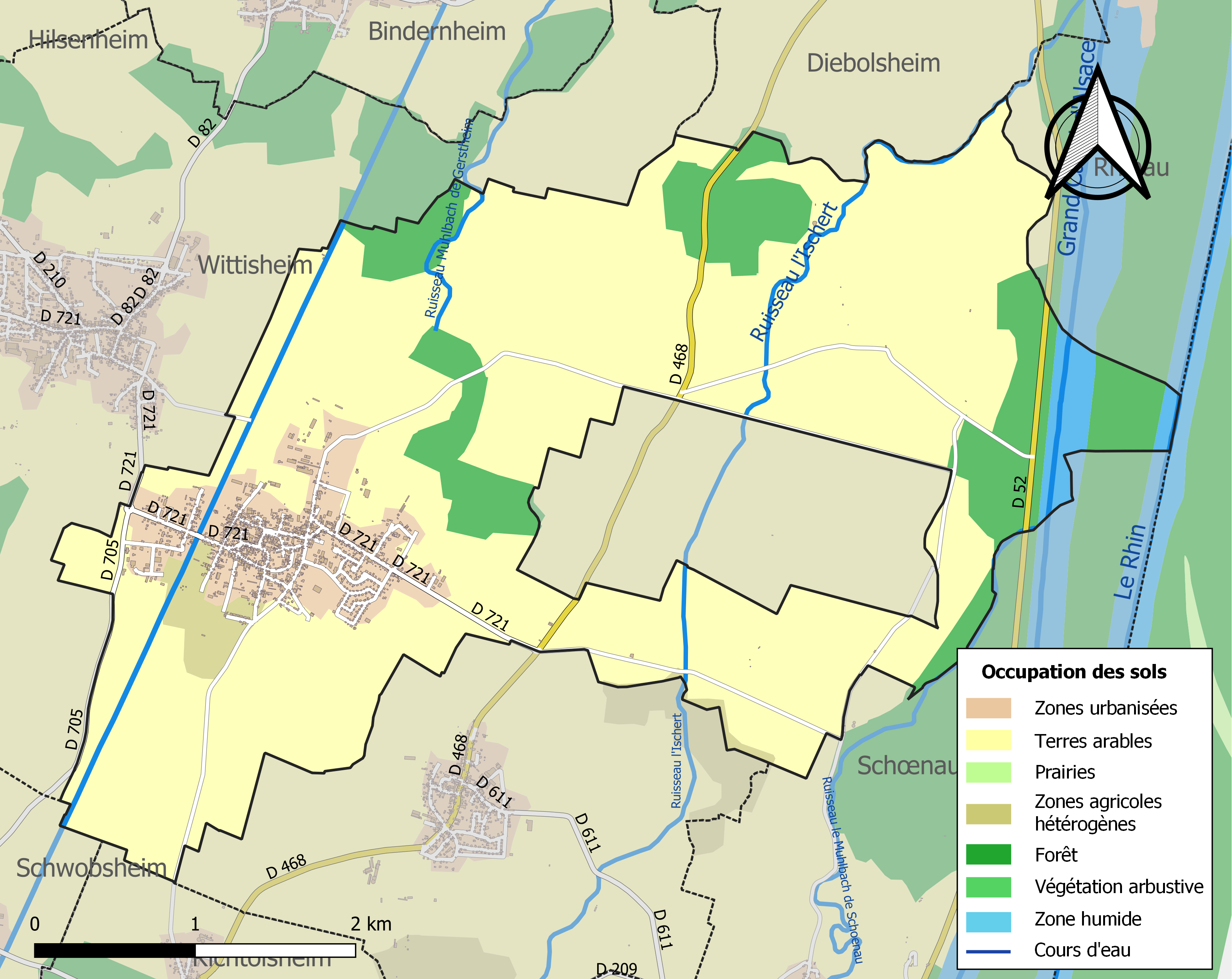
Kaart van de gemeente met de belangrijkste infrastructuur, bodemgebruik en omliggende gemeenten

## Demografie
Onderstaande figuur toont het verloop van het inwonertal.

## Geboren in Sundhouse
- Jacques Grüber (1870-1936), plastisch kunstenaar en meester-glazenier

Artolsheim · Baldenheim · Bindernheim · Bœsenbiesen · Bootzheim · Châtenois · Dieffenthal · Ebersheim · Ebersmunster · Elsenheim · Heidolsheim · Hessenheim · Hilsenheim · Kintzheim · Mackenheim · Marckolsheim · Mussig · Muttersholtz · Ohnenheim · Orschwiller · Richtolsheim · Saasenheim · Scherwiller · Schœnau · Sélestat · Schwobsheim · Sundhouse · La Vancelle · Wittisheim